# Mu Crucis
Désignations
μ1 Cru : HR 4898, CPD-56 5487, HD 112092, SAO 240366, HIP 63003

Mu Crucis (μ Cru, μ Crucis) est la 7e étoile la plus brillante de la constellation de la Croix du Sud. C'est une binaire lâche, composée de deux étoiles de type spectral B et de magnitudes respectives 4,0 et 5,1. Elles sont situées à environ 380 et 360 années-lumière de la Terre.